# Сандерсон, Лилиан
Лилиан Сандерсон (англ. Lillian Sanderson, настоящая фамилия Кемпер, англ. Kemper; 13 января 1866, Данкен-Сити (ныне в составе города Шебойган), штат Мичиган — 9 апреля 1947, Дрезден) — немецкая певица и вокальный педагог американского происхождения.
Внучка немецкого иммигранта, приехавшего в США из Гаммельна. В 1880 г. отправилась в Европу для обучения, занималась в Консерватории Хоха под руководством Юлиуса Штокхаузена. Дебютировала в 1890 г. в Берлине с Берлинским филармоническим оркестром.
В 1892—1900 гг. вела интенсивную гастрольную деятельность в Германии, а также Австрии, Швеции и Норвегии (частично — вместе с пианистом Эрнестом Хофциммером). Трижды выступала в родном городе своего деда и, в память о своём происхождении, отказывалась от гонораров, передавая сбор от концерта на благоустройство города; сумма пожертвований оказалась настолько существенной, что в Гаммельне воздвигли в её честь каменный памятный знак с надписью «Мастерице пения в почитание» (нем. Meisterin des Gesanges in Verehrung).
В 1900 г. вышла замуж за художника Рихарда Мюллера и отошла от активной концертной деятельности, постепенно переходя к педагогической работе.